# 張世熙
張世熙，字載卿，直隸舒城縣（今安徽省舒城縣）人。明朝解元、政治人物。

## 生平
明世宗嘉靖三十四年（1555年），張世熙中式乙卯科應天鄉試第一名舉人（解元）。與張叔獻、潘朝爵、張伯琥在當地名重一時。